# Mohamed Faragalla
Mohamed Faragalla (arabisch محمد فرج الله; * 1. Januar 1939 in Malakal) ist ein ehemaliger sudanesischer Boxer.
Er trat bei den Olympischen Sommerspielen 1960 in Rom an. Im Weltergewichtsturnier kam er auf Platz 17.